# Axel Breidahl
Axel Breidahl, född 30 januari 1876 i Randers i Danmark, död 4 januari 1948 i Danmark, var en dansk journalist och lustspelsförfattare. 
Breidahl blev journalist 1894 och arbetade därefter som journalist på Politiken 1896-1941. Under perioden 1911-1914 arbetade han som skådespelare, regissör och manuskriptförfattare vid olika filmbolag i Berlin, Köpenhamn och Stockholm. Under första världskriget var Breidahl verksam som krigskorresponent och var från 1942 litterär rådgivare vid Statsradiofonien.
Därefter har han arbetat som regissör, manusförfattare, filmproducent och medlem av danska radions styrelse. Han engagerades 1913 av Svenska Bio att regissera en handfull enklare lustspel med sig själv, Stina Berg och Lili Ziedner i rollerna.

## Roller i urval
- 1914 – Vägen till mannens hjärta
- 1914 – Salomos dom
- 1914 – Födelsedagspresenten
- 1913 – Kärleken rår
- 1913 – Hjältetenoren
- 1912 – Dockan eller Glödande kärlek

## Regi i urval
- 1914 – Vägen till mannens hjärta
- 1914 – Salomos dom
- 1914 – Födelsedagspresenten
- 1913 – Kärleken rår
- 1912 – Den levande döde

## Filmmanus i urval
- 1914 – Vägen till mannens hjärta
- 1914 – Salomos dom
- 1914 – Födelsedagspresenten
- 1913 – Kärleken rår
- 1913 – Hjältetenoren
- 1912 – Den levande döde
- 1912 – Dockan eller Glödande kärlek
- 1912 – Cirkusluft